# Psyco-M
Psyco-M, de son vrai nom Mohamed Jandoubi, né le 10 juillet 1986 à Tunis, est un rappeur tunisien.

## Biographie
Psyco-M a gagné une certaine popularité en 2010 après ses nombreux conflits avec les médias,. Son message est basé sur l'idéologie islamique.

## Chansons

### Solos
- A3tini El Kalash
- Anonyme
- Ardh Al Safiline
- Autopsy
- Barbare
- Bel We9fa
- Bi3 Lebled
- Black Hole
- Black Rose
- Complot
- Confession
- Contre
- Cyborg
- Fi l'enfer
- Ghost
- Hokuto Shinken
- Inside
- Je me souviens
- Jeu politique
- La Guerre psychologique
- Last Breath
- Lebled M3abya 5orm
- Les Jeunes perdus
- Lettre
- Lucifer
- Ma Réponse
- Ma Tunisie 1
- Ma Tunisie 2
- Ma3ani
- Mafia politique
- Manipulation
- Marionnette
- Mask
- Matricule
- Mc Dannous
- Mensonge
- Message 1 (Message Lik)
- Message 2
- Message 3
- Miroir - Chapitre 1 (Déséquilibre)
- Miroir - Chapitre 2 (Fusion)
- Mouwaten
- Necrophilia
- Num3rs
- Onizuka
- Petrol
- Piranha
- Plume
- Psychokinésie
- Psychopathe
- Redemption
- Rules
- Slow Death
- Soldats (Danger public)
- Solide
- Stress post-traumatique
- Thérapie de choc 1
- Thérapie de choc 2
- Tlassem
- Tsuki no me
- Yamma je te demande pardon
- Zlatan
- Zoophilia

### Featuring
- Bilel RJ : Lebled Tha3et
- Fami
  - Freestyle
  - Rap Overdose
- Gadour : Espoir perdu
- Kenzi : Quoi qu'il arrive
- Klay BBJ : Beb El Matar
- Linko :
  - Foutouna
  - Geleg
  - Glitch
  - Malla Mélla
  - Nhareb
  - Super Saiyan
  - Tfouh / Haters
- Lotfi DK : Yji Nhar
- Narco :
  - Espoir perdu 2
  - Honneur
- Sadok Nordo : Back Again